# Nectonematoida
Nectonematoida é uma classe de vermes cilíndricos e alongados do filo Nematomorpha. Essa ordem compreende os nematomorfos marinhos, esses vermes pertencem ao plâncton e alguns são parasitas de crustáceos. Contém um gênero Nectonema.